# Rafael Gutiérrez Caro
Rafael Gutiérrez Caro (Carmona, 1912-Alcalá de Henares, 1940) fue un anarquista y militar español.

## Biografía
Oriundo de Carmona, era campesino de profesión y desde su juventud fue anarquista. Llegó a militar en la Confederación Nacional del Trabajo (CNT).
Tras el estallido de la Guerra civil se unió a las milicias populares, llegando a luchar en la zona de Sierra Morena integrado en la columna «Andalucía-Extremadura». En marzo de 1937 fue nombrado comandante de la 70.ª Brigada Mixta, al frente de la cual tomaría parte en la batalla de Guadalajara. Con posterioridad pasó a mandar la 14.ª División, formada principalmente por anarcosindicalistas. En marzo de 1939, durante el golpe de Casado, se posicionó a favor de las fuerzas sublevadas. Hecho prisionero por los franquistas al final de la contienda, fue juzgado en consejo de guerra, condenado a muerte y ejecutado en Alcalá de Henares el 3 de junio de 1940.